# Anillotarsus
Anillotarsus is een geslacht van kevers uit de familie van de loopkevers (Carabidae). De wetenschappelijke naam van het geslacht is voor het eerst geldig gepubliceerd in 1980 door Mateu.

## Soorten
Het geslacht Anillotarsus is monotypisch en omvat slechts de volgende soort:
- Anillotarsus tetramerus Mateu, 1980